# Драго Гиздић
Драго Гиздић (Клис, код Сплита, 2. фебруар 1912 — Сплит, 19. фебруар 1983) био је учесник Народноослободилачке борбе, друштвено-политички и привредни радник СФРЈ, публициста и СР Хрватске, публициста и јунак социјалистичког рада.

## Биографија
Рођен је 12. фебруара 1912. у Клису, код Сплита. Пре Другог светског рата радио је као радник-машиниста парних турбина и котлова. Као млади радник прикљчуо се најпре синдикланом, а потом и револуционарном радничком покрету. Године 1930. постао је члан тада илегалне Комунистичке партије Југославије (КПЈ). Због револуционарног рада више пута је био хапшен, а 1939. је интерниран у Лепоглаву. Од 1940. живео је у илегалности.
Након окупације Југославије, 1941. активно је радио на организовању Народноослободилачке борбе у Далмацији. Августа 1941. учествовао је у формирању Солинског партизанског одреда, потом је био политички комесар Каштеланско-трогирског партизанског одреда. Током рата је обављао и разне политичке дужности — био је секретар Среског комитета КПХ за Солин и Трогир и члан Обласног комитета КПХ за Далмацију.
Биран је за већника Земаљског антифашистичког већа народног ослобођења Хрватске (ЗАВНОХ), од Првог заседања и већника Антифашистичког већа народног ослобођења Југославије (АВНОЈ), од Другог заседања, 1943. године. Био је посланик Привремене народне скупштине ДФЈ.
После ослобођења Југославије, био је професионални синдикални и политички радник. Био је председник Главног одбора Савеза синдиката Хрватске и министар у Влади НР Хрватске. Потом је прешао у привреду и био дугогодишњи генерални директор предузећа Далмација-цемент. У току припрема увођења радничког самоуправљања у Југославији, крајем 1949. је у фабрици Првоборац у Солину формирао је први раднички савет у ФНРЈ.
За посланика Скупштине СФРЈ биран је осам пута, а за посланика Сабора СР Хрватске четири пута. Био је делегат на Петом, Шестом, Седмом, Осмом, Деветом и Десетом конгресу СКОЈ. Биран је за члана Централног комитета Савеза комуниста Хрватске и члана Главног одбора Социјалистичког савеза радног народа Хрватске.
Бавио се публицистичким радом и уз помоћ сарадника Института за историју радничког покрета Далмације написао је више мемоарских радова:
- Далмација 1941, Загреб 1957. и 1959.
- Далмација 1942, Загреб, 1955. и 1959.
- Далмација 1943, Загреб 1962.
- Далмација 1944—1945, Загреб 1964.
- Даламција 1941—1945. албум фотографија и факсимила, Загреб 1964.

Умро је 19. фебруара 1983. у Сплиту, а сахрањен је у родном месту.
Носилац је Партизанске споменице 1941. и других југословенских одликовања, међу којима су — Орден народног ослобођења, Орден заслуга за народ првог реда, Орден братства и јединства првог реда, Орден за храброст и др. Указом Председништва СФРЈ 10. децембра 1981. одликован је Орденом јунака социјалистичког рада.